# Michel Christol
Pour les articles homonymes, voir Christol.
Michel Christol, né le 25 octobre 1942 à Castelnau-de-Guers, est un historien français spécialiste de l'Antiquité romaine, et particulièrement de l'épigraphie.

## Formation et carrière universitaire
Fils du viticulteur Pierre Christol et de Cécile Michel nés à Castelnau-de-Guers, Michel Christol fait ses études secondaires à Béziers puis ses études universitaires à Montpellier. Élève de Hans-Georg Pflaum,, Michel Christol consacre sa thèse à la crise de l'Empire romain sous Valérien et Gallien sous la direction de William Seston puis de Charles Pietri, et la soutient sous la présidence d'André Chastagnol. Il devient professeur à l'université de Paris-I en 1983, poste qu'il occupe jusqu'à sa retraite en 2008.
Professeur émérite, il a été directeur des Publications de la Sorbonne de 1989 à 2000, président du comité de rédaction de la revue Gallia.
Il a été le directeur de la Maison Avicenne à la Cité internationale universitaire de Paris, de 2001 à 2007

## Une œuvre importante
Auteur de manuels, dont un, coécrit avec Daniel Nony, est constamment réédité depuis sa première parution en 1974, Michel Christol est un spécialiste de l'histoire politique romaine et de la province de Narbonnaise. Il est réputé pour ses analyses des sources épigraphiques, notamment en matière d'onomastique et de prosopographie.
Le 9 janvier 2015, il est reçu membre non résidant de l'Académie de Nîmes par Robert Chamboredon et prononce l'éloge de son prédécesseur, Maurice Agulhon.
Il est également responsable de l'École antique de Nîmes.

## Principales publications
- Rome des origines aux invasions barbares (avec Daniel Nony), Paris, Hachette, 1974 (la dernière édition, intitulée Rome et son Empire, date de 2011)
- Le trésor de Sanssac-l'Église et la circulation monétaire en Gaule, au début du règne de Valérien et de Gallien : in Cahiers de la Haute-Loire 1977, Le Puy-en-Velay, Cahiers de la Haute-Loire, 1977 (lire en ligne)
- Essai sur l'évolution des carrières sénatoriales dans la 2e moitié du IIIe s. ap. J.-C., Paris, Nouvelles Éditions latines, 1986, 354 p.
- Un castellum romain près d'Apamée de Phrygie (avec Thomas Drew-Bear) , Vienne, Osterreichische Akad. der Wissenschaften, Philosophisch-Hist. Kl., Denkschriften, 189. Band. Ergänzunsbande zu den Tituli Asiae Minoris, 12, 1987, 60 p.
- Studi sui procuratori delle due Mauretaniae (avec Andreina Magioncalda), Sassari, Pubblicazioni del Dipartimento di Storia dell'Univ. degli Studi di Sassari, 1989, 274 p.
- L'Empire romain du IIIe siècle. Histoire politique, 192-325 après J.-C., Paris, Errance, 1997, 288 p. (édition revue et complétée, Paris, 2006, 286 p.)
- La collection Séguier au Musée archéologique de Nîmes (avec Dominique Darde), Nîmes, Cahiers des musées et monuments n° 12, 2003, 96 p.
- Regards sur l’Afrique romaine, Paris,Errance, 2005, 305 p.
- Dissertation sur l’inscription de la Maison Carrée par Jean-François Séguier, Aix-en-Provence, Edisud, 2005, 160 p.
- Une histoire provinciale. La Gaule narbonnaise de la fin du IIe siècle av. J.-C. au IIIe siècle ap. J.-C., Paris, Publications de la Sorbonne, 2010, 700 p.
- Histoire romaine, II. D’Auguste à Constantin, Paris, Fayard, 2021 ; ce second volume d’une histoire romaine a été publié en format de poche en 2023[6] en association avec Frédéric Hurlet, Pierre Cosme et Jean-Michel Roddaz.